# Triaeris ibadan
Espèce
Triaeris ibadan est une espèce d'araignées aranéomorphes de la famille des Oonopidae.

## Distribution
Cette espèce est endémique de l'État d'Oyo au Nigeria,.

## Description
Le mâle holotype mesure 1,32 mm et la femelle 1,28 mm

## Étymologie
Son nom d'espèce lui a été donné en référence au lieu de sa découverte, Ibadan.

## Publication originale
- Platnick, Dupérré, Ubick & Fannes, 2012 : Got males? The enigmatic goblin spider genus Triaeris (Araneae, Oonopidae). American Museum novitates, no 3756, p. 1-36 (texte intégral).